# Judith Gessner-Heidegger

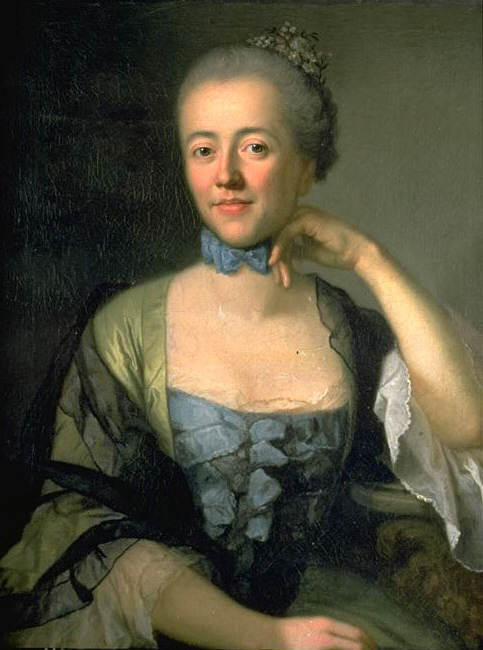
Anton Graff: Judith Gessner-Heidegger, 1765/1766

Silhouette von Judith Gessner-Heidegger, Zentralbibliothek Zürich

Judith Gessner-Heidegger (* 6. Dezember 1736 in Zürich; † 5. November 1818 ebenda) war die Ehefrau des Schweizer Idyllendichters, Malers und Grafikers Salomon Gessner und die Mutter des Malers Konrad Gessner und des Verlegers Heinrich Gessner.

## Leben
Judith Heidegger war die älteste Tochter des Zürcher Zunftmeisters und Verlegers Heinrich Heidegger und die Nichte des Bürgermeisters Johann Konrad Heidegger. Sie heiratete am 22. Februar 1761 Salomon Gessner, entgegen dem Willen seines Vaters.
Sie gebar 1763 die Tochter Dorothea, welche im selben Jahr verstarb. Ihre zweite Tochter wurde noch im selben Jahr geboren und trug den Namen Anna Dorothea. 1764 gebar sie ihren ersten Sohn, Konrad Gessner, der Kunstmaler wurde. Ihre 1767 geborene Tochter Susanne verstarb im selben Jahr.
Der 1768 geborene Sohn Heinrich wurde Verleger von Pestalozzi und Kleist. Ihre Tochter (Anna) Dorothea Gessner heiratete 1790 den Kaufmann und Philanthropen Johann Caspar Zellweger aus Trogen im Kanton Appenzell Ausserrhoden. 
Judith Gessner-Heidegger starb wenige Wochen vor Vollendung ihres 82. Lebensjahres am 5. November 1818 in ihrer Geburtsstadt Zürich.

## Darstellungen in der Kunst
In den Jahren 1765/1766 stellte der Schweizer Porträtmaler Anton Graff Judith Gessner-Heidegger auf einem Porträtgemälde in Öl auf Leinwand dar, das sich heute als Depositum der Gottfried Keller-Stiftung im Schweizerischen Landesmuseum in Zürich befindet.
Ein von einem anonymen Künstler geschaffener Schattenriss mit der Silhouette ihres Kopfes befindet sich in der Graphischen Sammlung der Zentralbibliothek Zürich.

## Ehrung und Gedenken

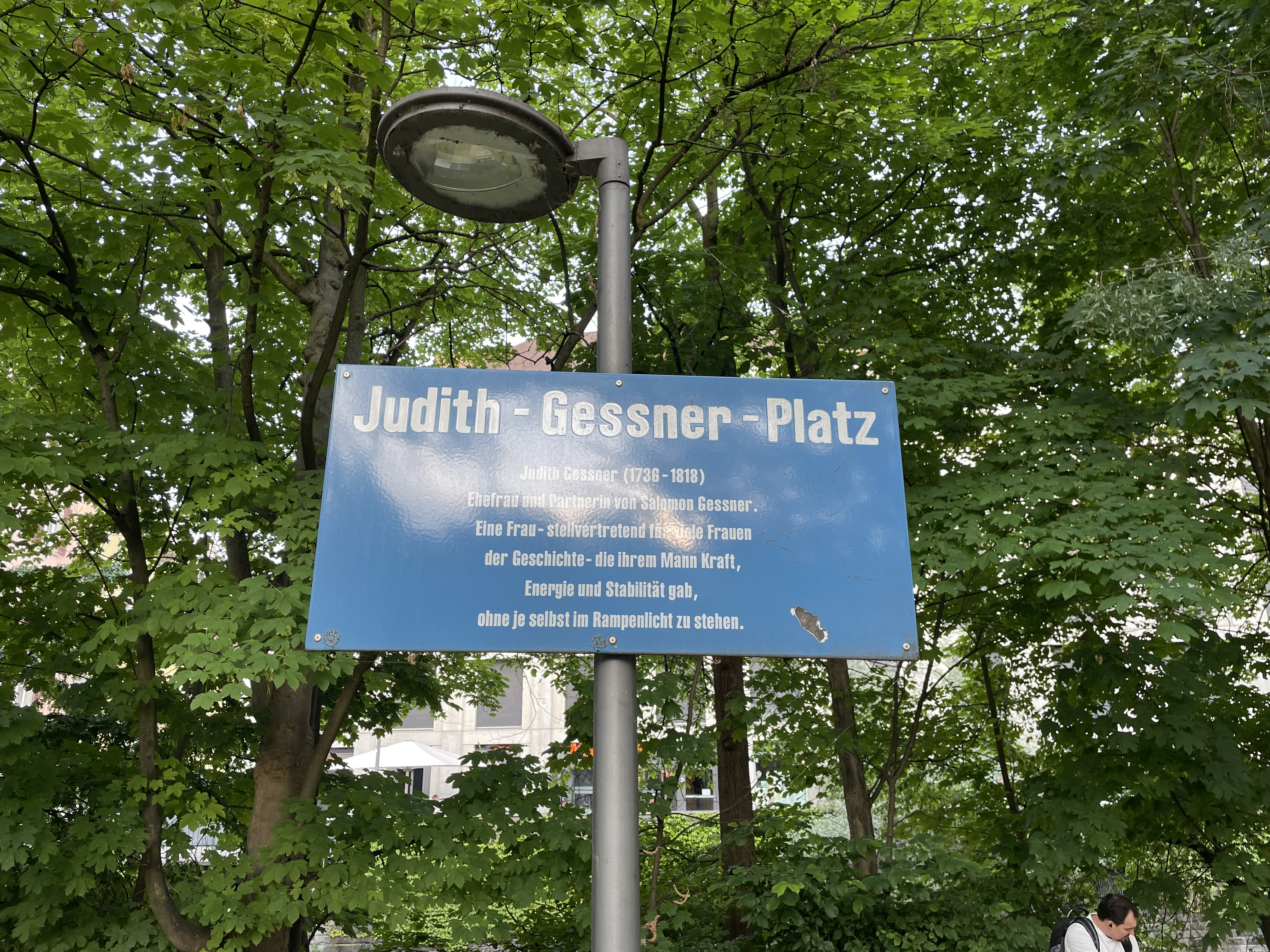
Strassenschild Judith-Gessner-Platz, Zürich

Im Jahre 2006 wurde zu ihrem Gedenken der Judith-Gessner-Platz nach ihr benannt. Der Stadtrat von Zürich schrieb dazu in einer Medienmitteilung: 

„Judith Gessner war unbestritten die treibende Kraft hinter ihrem Mann und der Biograf Gessners, der Philologe Johann Jakob Hottinger, beschrieb sie als «ein junges Frauenzimmer von seltenen Vorzügen der Schönheit und des Geistes mit einem treffenden Witz». Nicht immer müssen «Heldentaten» vollbracht worden sein, um mit einem Platz- oder Strassennamen geehrt zu werden. Hier geht es – stellvertretend für sehr viele Frauen der Geschichte und Gegenwart – um die Ehrung einer Frau, die ihrem Mann Kraft, Energie und Stabilität gab, ohne je selbst im Rampenlicht zu stehen. Es ist dem Stadtrat ein Anliegen, dass dieses besondere, kleine Plätzchen und die daneben liegende, prägnante Gessnerallee, unmittelbar miteinander verbunden sind – so wie es die Eheleute Gessner auch waren.“